# نادي كيريتارو
نادي كيريتاريو (بالإسبانية: Querétaro Fútbol Club)‏ هو نادي كرة قدم مكسيكي، مقره في مدينة كيريتارو، ينشط في الدوري المكسيكي الممتاز، ورغم أن الفريق لم يحقق نجاحات تذكر، إلا أنه تعاقد مع بعض نجوم كرة القدم مثل رونالدينيو وانتونيو فالنسيا.